# ادنتا
ادنتا (به لاتین: Adenta) در غنا است که در منطقه آکرای بزرگ واقع شده‌است.